# Astragalus zaprjagaevii
Astragalus zaprjagaevii är en ärtväxtart som beskrevs av Nikolai Fedorovich Gontscharow. Astragalus zaprjagaevii ingår i släktet vedlar, och familjen ärtväxter. Inga underarter finns listade i Catalogue of Life.